# ワルカ・ワルカ
ワルカ・ワルカ（Hualca Hualca）は、ペルー南部のアレキパから北西へおよそ70キロメートル向かったアンデス山脈内に位置する標高6,025メートルの火山である。この火山はアンデス火山帯を構成する中部火山帯に属し、南に隣接するサバンカヤとアンパトの2つの火山とともにアンパト火山群を構成している。
ワルカ・ワルカは北側の山腹に巨大な地滑りによって形成された広いすり鉢状の構造を持ち、この山体崩壊が起きた後に新たな火山活動によって崩壊痕の中に新しい山頂といくつかの火山体が形成された。火山で見られる最も若い岩石は16万4000年前のものであり、火山はすでに噴火活動を停止していると考えられているものの、氷河による侵食や熱水系の活動は続いている。火山の北側ではいくつかの温泉や間欠泉が見られ、一方で火山の地下にはサバンカヤのマグマ溜まりが存在する。
また、この山は北の山麓に位置するカバナコンデとピンチョージョの町にとって文化的に高い重要性を占めており、地域内の人々は火山からもたらされる水の継続的な供給を保証するためにインカ時代以前から宗教的な儀式を行っていた。

## 地理と地形
ワルカ・ワルカはペルー南部のアレキパから北西へ70キロメートル向かったアレキパ県カイヨマ郡に位置している。火山のちょうど北側にはコルカ渓谷があり、この渓谷はインカ時代以前から人が住んでいる農業地帯であるだけでなく重要な観光地にもなっている。ワルカ・ワルカの北の山麓にはカバナコンデとピンチョージョの町があり、地域内には他にもマドリガル、ラリ、マカ、アチョマ、そしてイチュパンパなどの町がある。火山の周辺にはいくつかの道路が通っており、そのうちの1つは北東側の山腹にあるオルニージョ展望台まで続いている。複数の用水路とダムが山から流れ出る水を集め、その水をカバナコンデと南に隣接する火山であるサバンカヤの西に位置する農地へ運んでいる。その他の火山周辺のインフラには主に西側の山麓に存在する複数の農場や、ペルー政府の火山監視業務のための施設がある。登山に関してはピンチョージョの町から火山の北側を経由して数日で登ることができ、現代における登山の基準から見て難易度は特に高くない。

### 地形
ワルカ・ワルカは激しい侵食を受けている成層火山であり、その山体の幅は25キロメートルに達する。幅14キロメートルに及ぶ半円形の鋸状の尾根が高さ700メートルから1,000メートルに達する崖を伴う深さ1,600メートルのすり鉢状の地形を囲んでおり、標高6,025メートルの山頂はこの尾根の南東部に位置している。また、このすり鉢状の地形は標高およそ3,500メートルのコルカ渓谷に向かって起こった過去の巨大な地滑りによって形成されたものであり、この山体崩壊によっておよそ1.3立方キロメートルに及ぶ山体が北へ開ける形で削り取られた。この削り取られた領域には新たな溶岩ドームや溶岩流によっていくつかの火山体が形成されており、その中には山頂に近接する標高5,310メートルのネバド・デ・プジェとその西側に位置する標高5,190メートルのセロ・アワスウネ、そしてミラドール・クルス・デル・コンドルと呼ばれる展望台がある火山の北に位置する標高4,400メートルの火山体が含まれている。セロ・アワスウネとミラドール・クルス・デル・コンドルの間には湖があり、いくつかの冷たい水の湧き出ている泉がある。山頂の真北に位置するワユライ渓谷やすり鉢状の地形の西の縁に位置するワルカ・ワルカ渓谷などのいくつかの渓谷がこの地形に沿って北に向かって走っており、灌漑用の水源として利用されている。
ワルカ・ワルカはコルカ渓谷の上部に位置し、その山体は凹凸の多い斜面を伴っている。また、ワルカ・ワルカとその周辺に隣接する山々はアルティプラーノの高原の上に立っており、これらの山々の高原からの高さはおよそ2,000メートルに達する。火山周辺の斜面には東のモジェバヤ渓谷、南西のプフロ・ワイホ渓谷、そして西のムクルカ渓谷などのいくつかの渓谷が形成されている。火山の西側の斜面はモレーンや氷河堆積物で覆われており、一方で南側の斜面にはサバンカヤから流れ出た溶岩流が堆積している。火山の表面は多くの場所で岩屑や塊状のモレーンによって覆われており、サバンカヤは火山の南側の地表にテフラを堆積させてきた。さらに、ワルカ・ワルカの西側の山麓にはラグーナ・ムクルカと呼ばれる湖がある。

## 地質

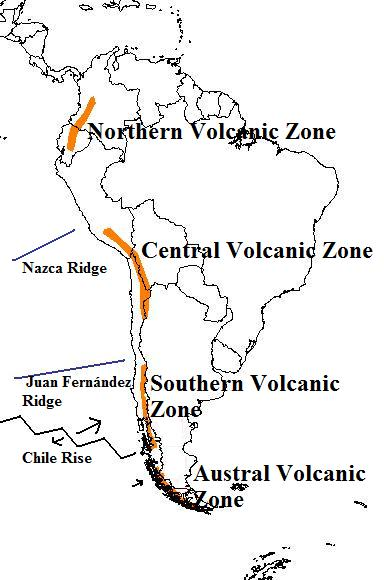
アンデス火山帯を構成する4つの火山帯の位置を示した地図

南アメリカ大陸における火山活動は大陸の西岸に沿っているアンデス火山帯を構成する4つの火山帯（北部火山帯、中部火山帯、南部火山帯、アウストラル火山帯）で起こっている。ペルーと中央アンデスの火山は中部火山帯に属しており、この火山帯には第四紀に噴火を起こした50を超えるカルデラ、複合火山、および単成火山群が含まれている。ペルーに位置するこれらの火山の中には、北から順にアウキワト、サラ・サラ、コロプナ、ミスミ、ワルカ・ワルカ、サバンカヤ、アンパト、チャチャニ、ミスティ、ウビナス、ワイナプチナ、ティクサニ、トゥトゥパカ、ユカマネ、そしてカシリなどの火山がある。中央アンデスの火山活動はナスカプレートが南アメリカプレートの下に北東方向へ沈み込むことによって引き起こされており、双方のプレートの収束（衝突）速度は年間4.6センチメートルに達する。
ワルカ・ワルカは南に隣接するサバンカヤとアンパトとともにアンパト火山群を構成している。この火山群は中央アンデスで最大の火山群の1つであり、その面積はおよそ630平方キロメートルに達する。ワルカ・ワルカはこの火山群の中では最も古い火山である。アンパトは45万年前に噴火活動を開始し、2万年前から1万年前にかけて山頂の溶岩ドームを形成した。サバンカヤは完新世と有史時代の間も活動を続けており、ペルーでは2番目に活動が活発な火山である。

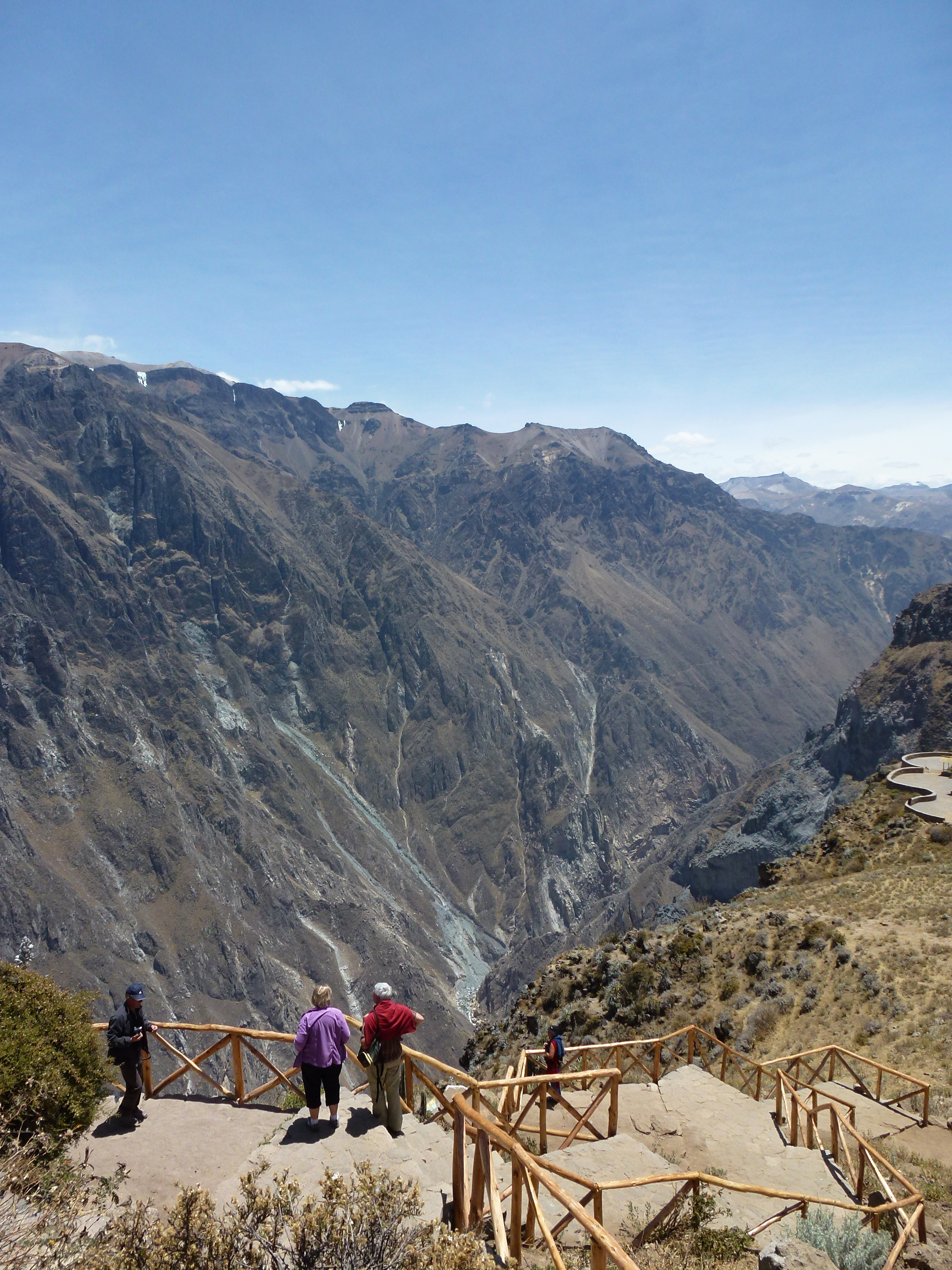
ミラドール・クルス・デル・コンドルから望むコルカ渓谷

地域内の岩石層は5つのグループに分かれており、これらの岩石層はコルカ渓谷で露出している古生代の貫入岩、コルカ渓谷のユラ層群の堆積岩、漸新世から中新世にかけて形成されたコルカ川北部のテラサ層群の火山岩、鮮新世に形成されたワルカ・ワルカ周辺のバロソ層群のイグニンブライト、そして火山の崩壊痕とコルカ渓谷で見られるコルカ層群の第四紀の堆積物からなっている。また、アンパト火山群の岩石はアンパト層群を形成している。一方でワルカ・ワルカあるいはアンパト火山群全体がバロソ層群の一部を構成しているとする研究もある。アンパト火山群の下部に存在する岩石は140万年前から490万年前のセンカ層を形成している。
火山の大部分は溶岩流によって形成されており、これらの溶岩流は1キロメートルを超える高さで積み重なっている。ワルカ・ワルカの北部には多数の断層帯が横切っており、北から南へチャチャス＝カバナコンデ＝パタパンパ断層系、ソラールパンパ＝プジェ・プジェ＝ピージョ断層系、プンゴ＝オルニージョ断層系などが存在する。多くの断層がネオテクトニクス（新第三紀および第四紀における地殻変動）による活動の痕跡を残しており、その一部は今日における地震を引き起こし、クリープ断層を形成している。ワルカ・ワルカには3つの震源の浅い地震活動のクラスター（塊）が存在し、火山における地殻変動の作用がこれらのクラスターにおける地震を引き起こしている。自然電位の分析によってワルカ・ワルカの北部に2つの埋没カルデラが存在する可能性を示す証拠が見つかっている。また、地磁気地電流法探査によってワルカ・ワルカの地下にいくつかの電気伝導度の高い領域と低い領域があることが確認されている。

### 組成
ワルカ・ワルカの岩石の組成は安山岩-粗面安山岩からデイサイト-粗面デイサイトの範囲で見られ、アンパト火山群の他の火山と同様にカリウムに富んだカルクアルカリ系列の岩石群がその特徴をなしている。斑晶に関しては角閃石、黒雲母、斜長石、輝石などが見られる。ワルカ・ワルカを形成したマグマはプレートの沈み込み時に交代作用（岩石が他の物質と反応して化学組成を変化させる作用）を受けたマントルウェッジが融解することで形成され、そのマグマは分別結晶作用を経て地表に噴出した。また、アンパト火山群を構成する3つの火山の岩石間のわずかな地球化学的性質の相違はマグマの生成過程の相違を反映している可能性がある。熱水活動はしばしば鉱物の堆積を伴っており、例として「ピンチョージョ」の名で知られる間欠泉（詳細は後述）はさまざまな硫酸塩鉱物を堆積させている。

## 気候と生物

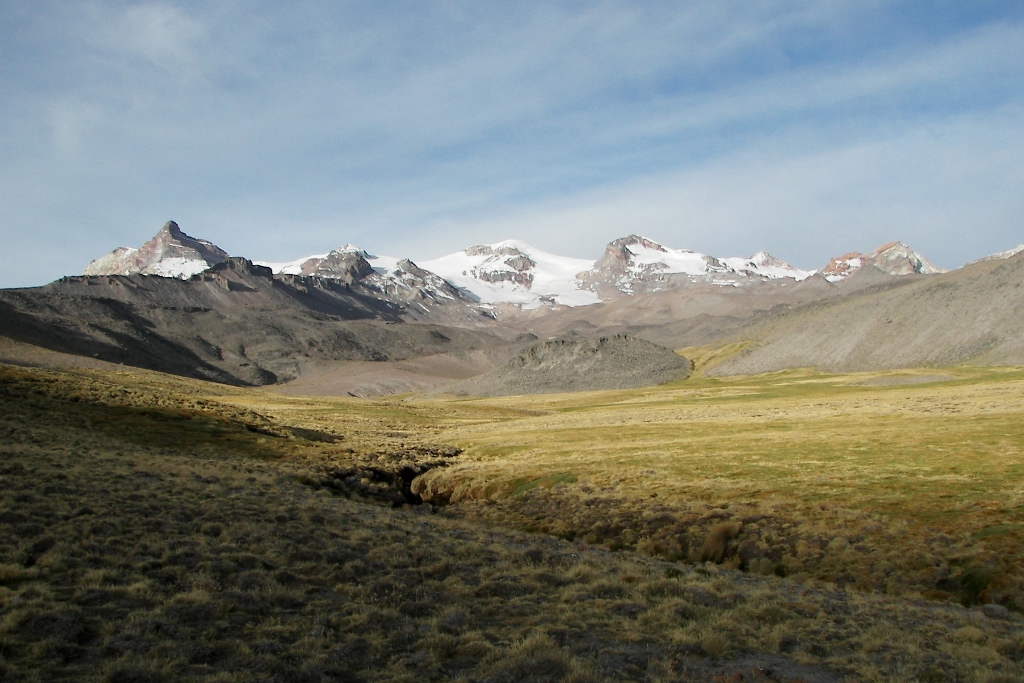
ワルカ・ワルカの南側に広がる湿地帯

地域内の標高4,500メートル以上の領域における年間平均気温は1 °Cから6 °Cの間である。ワルカ・ワルカの気温に関するデータはないものの、南東に位置する別の火山であるチャチャニのデータからは年間を通して安定した気温であることが窺える。年間降水量は標高4,500メートル以上の場所では620ミリメートルを超えるが、標高が低いほど降水量は少なくなり、低地では150ミリメートルまで減少する。12月から3月にかけて熱帯収束帯が火山に到達し、これが南アメリカにおける夏季のモンスーンの一部となってアマゾンから湿気を引き込む。一方で太平洋からもたらされる湿気は標高800メートルの逆転層の下に閉じ込められてしまうため、ワルカ・ワルカには届かない。この12月から3月にかけての時期は雨季であり、年間降水量の大部分がこの時期に降る。一方で4月から11月にかけては乾季となる。火山は一年中雪に覆われている。ワルカ・ワルカにおける降水は地下水の水源となり、熱水系を涵養している可能性がある。また、エルニーニョ・南方振動が発生した場合には気温が上昇し、降水量が減少する。
標高4,500メートル以下では草本植生が見られ、ウシノケグサ属やハネガヤ属が優占するが、サボテンやイネ科のJarava ichu、そしてパイオニア種（遷移の初期段階で裸地に侵入する植物）なども見られる。一方で4,500メートル以上の標高ではヤレータのようなクッション植物が草本に取って代わり、標高5,000メートル付近になると地衣類と蘚類を除いてほとんどの植物が姿を消す。ボフェダレスと呼ばれる泥炭地はワルカ・ワルカの南側の谷間の降水や雪解け水が溜まる場所で発達している。標高3,800メートルから4,500メートルにかけての土地はアルパカ、牛、リャマ、および羊の牧草地となっている。その他の動物については昆虫やコンドルなどの鳥類が見られる。
後期更新世におけるペルーのアンデス地域の気温は現在よりも最大で8 °Cから12 °C低かった。その一方で降水量は現在よりも多く、アルティプラーノではタウカ湖と呼ばれる巨大な湖が形成され、恐らく氷河も発達していた。2011年に発表された研究によれば、2011年以前の数十年間で10年当たりおよそ0.1 °Cの割合で気温が上昇を続けており、このような気候の温暖化は湧水が減少し、雪解け水の流出が不安定化する要因となっている。

### 氷河作用

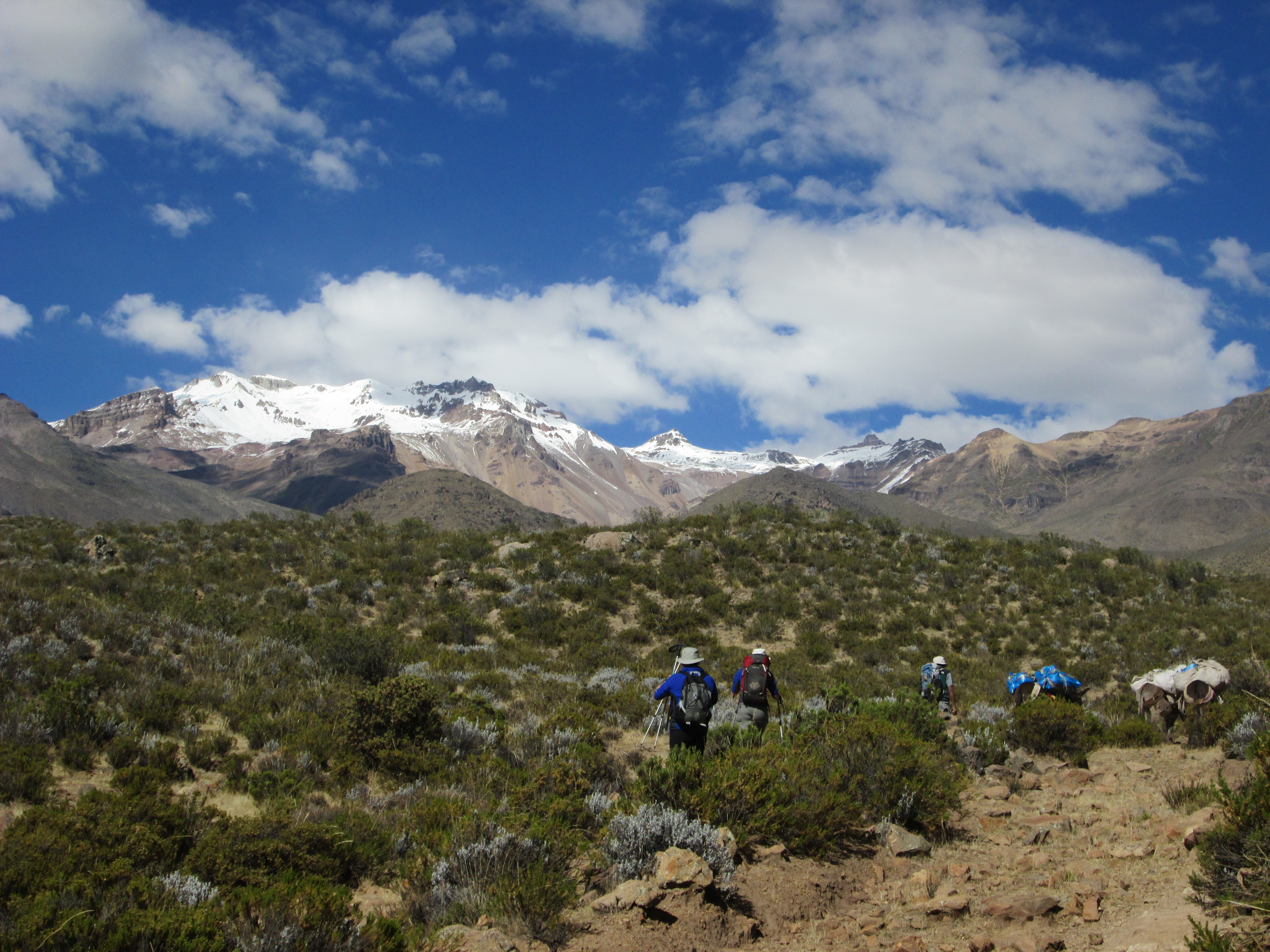
北側からワルカ・ワルカに向かうトレッキングコース

過去の氷河は火山の周囲全体の標高3,650メートルに下った地点までモレーンを残した。モレーンの突端部の構造は複雑なものの、形状はよく保たれている。この突端部は火山の東側とワユライ渓谷で特に発達しており、これらの場所におけるモレーンの長さは7キロメートル、高さは120メートルに達する。他の氷河地形には筋状あるいは研磨面状となっている地表、オーバーディープニングと呼ばれる過度に侵食された状態の谷を含む氷食谷、すでに氷河による侵食が停止している圏谷、そして外縁堆積原（氷河の末端から流れ出る河川によって形成される扇状地状の堆積平野）などがある。最終氷期極大期にはアンパト火山群におよそ347平方キロメートルに及ぶ面積の氷冠が存在した。
ペルーのアンデス地域における氷期の推移は複雑であり、ワルカ・ワルカでは最終氷期極大期と古代のタウカ湖およびコイパサ湖が存在していた時期のいずれにおいても氷河が前進していた証拠が見られる。氷河の前進は複数回にわたってモレーンを作り出し、その一方で古いモレーンを侵食した。ワルカ・ワルカで氷河が前進していた時期は表面露出年代測定によって1万7000年前から1万6000年前にかけてと1万2000年前頃という数値が得られており、この数値はワルカ・ワルカの氷河の後退が中央アンデスの他の火山よりも遅く起こったことを示唆している。ワルカ・ワルカにおける最後の氷河の後退は完新世の初期に起こったが、ワユライ渓谷では過去に小氷期に起因する2つの氷河の前進が見られた。また、ワルカ・ワルカのモレーンは氷期における氷河の平衡線高度と気温の変化の復元に利用されている。
氷河は山頂周辺に残存しており、圏谷を作り出している。また、いくつかの副峰では万年雪が見られ、クレバスや氷塔も存在する。岩石氷河は火山の周辺で多く見られる。一方で火山の氷河は後退しつつあり、ワユライ渓谷の氷河は1955年から2000年の間に表面積の半分を失い、2000年から2008年の間にさらに半分近く減少した。アンパト火山群は2065年までにすべての氷河を失う可能性があり、地域内の水の供給を脅かしている。

## 噴火の歴史

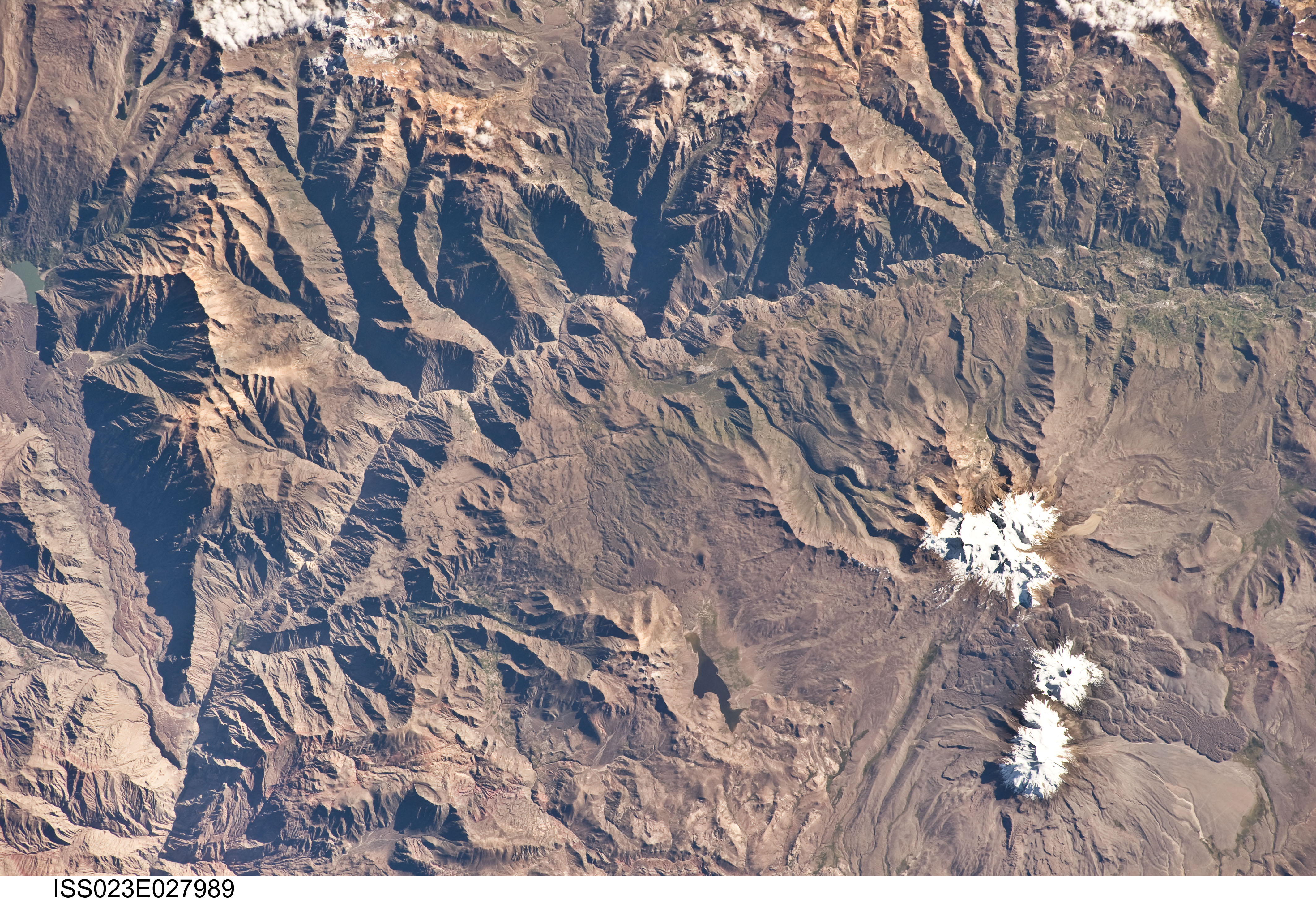
コルカ渓谷とアンパト火山群の衛星写真。コルカ渓谷は写真の左下から上部にかけて延びており、写真の右下のアンパト火山群には上から順にワルカ・ワルカ、サバンカヤ、アンパトの各火山が並んでいる。

ワルカ・ワルカは鮮新世から更新世にかけて活動した。火山はいくつかの段階を経て形成されたが、初期の活動では安山岩質からデイサイト-粗面デイサイト質の溶岩流が生成され、それらが山体の主要部を形成した。これらの溶岩流は現在では山体の崩壊痕で露出しており、溶岩流の年代は107万年±30万年前から61万年±1万年前という数値が得られている。熱水変質と火山活動によって山体が脆くなった結果、火山は（上述の）山体崩壊を起こしたが、この最初の崩壊は噴火中には起こらず地震によって引き起こされた可能性がある。最初の山体崩壊によって火山の中心部が取り除かれ、その後の火山活動によって山頂部が再形成されたが、この再形成時の溶岩流は北東方面一帯に流出し、崩壊痕は完全には埋まらなかった。
55万年前に火山活動が再形成された山頂部から崩壊痕へ移動し、ネバド・デ・プジェ、セロ・アワスウネ、ミラドール・クルス・デル・コンドルなどの火山体が形成された。岩石の年代については、ネバド・デ・プジェで41万6000年±3万4000年前、セロ・アワスウネで60万年±30万年前という測定結果が得られている。過去60万年の間に起きたはるかに小規模な2回目の山体崩壊（当初は誤って最初の山体崩壊のものだと考えられていた）は火山の構造に大きな変化をもたらさなかったものの、古い崩壊痕の内側に岩屑なだれの堆積物を残した。また、この崩壊はコルカ川を堰き止め、現在のチバイの町まで達する今では消滅した湖を形成し、氾濫を起こしてこの湖が決壊するまで湖に堆積物を残した。コルカ渓谷では1回目の崩壊と2回目の崩壊の両方で湖が形成された可能性があり、その他の湖は溶岩流の堆積に伴って形成されたと考えられている。ラハールは火山活動が雪原に影響を及ぼした結果として何度かにわたり引き起こされ、これらのラハールはコルカ渓谷に流れ込んだ。一方で火山の斜面で見られるイグニンブライトの存在は過去に火山で爆発的噴火が起きていたことを示している。
ワルカ・ワルカで得られた最も若い年代の岩石は16万4000年前のものである。火山はすでに噴火活動を停止していると考えられているものの、小規模な渓谷の形成、氷河による侵食、そして熱水変質などは続いている。一方で山頂の南西に短い溶岩流を伴う完新世の火口が存在する可能性も指摘されている。

### 噴気活動とサバンカヤとの相互作用

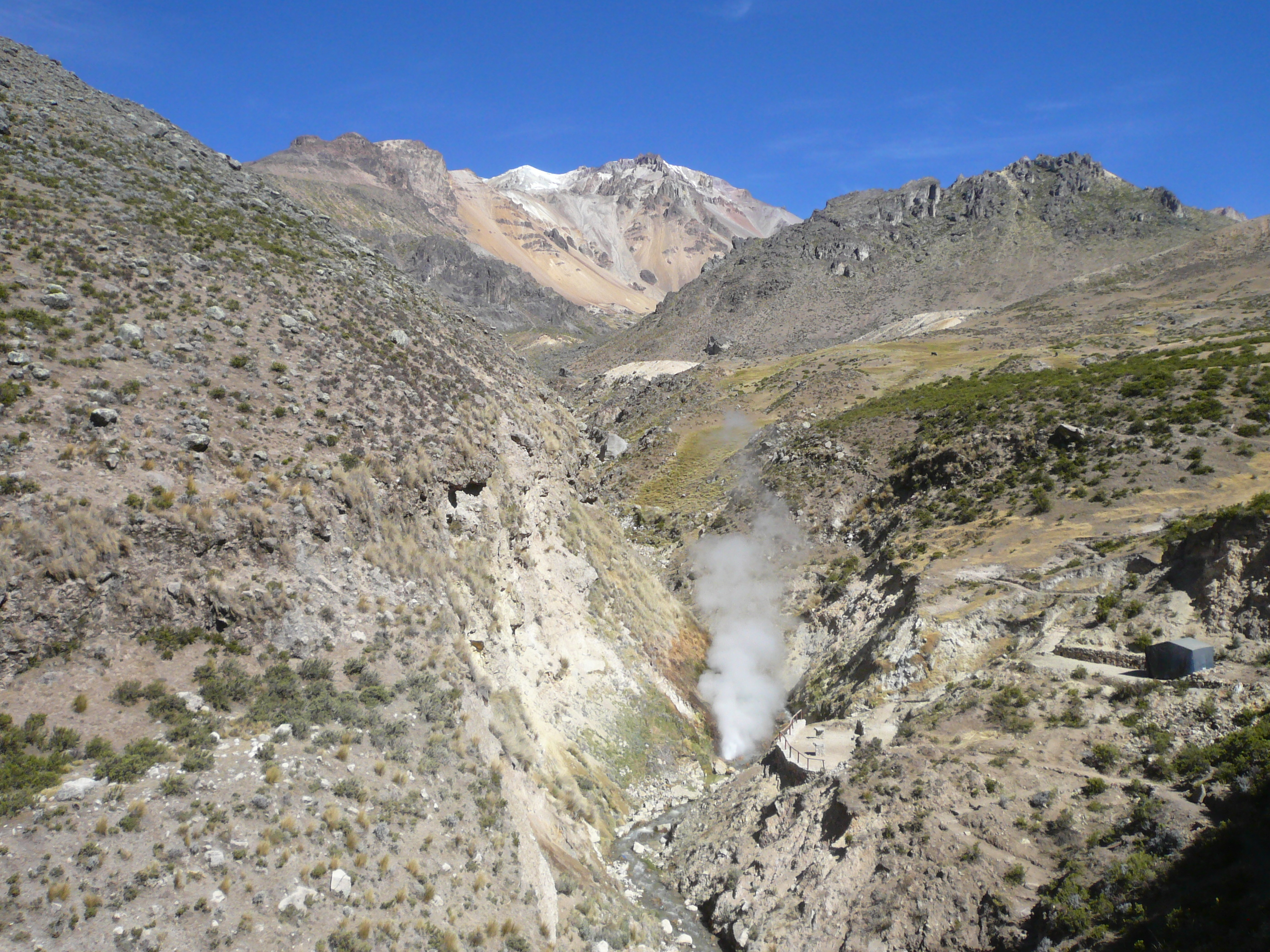
「ピンチョージョ」の名で知られるワルカ・ワルカの間欠泉

現在のワルカ・ワルカで見られる特徴的な活動は噴気活動である。山頂から数キロメートル北にはもともと3つの間欠泉があったが、そのうちの1つは2001年の地震で埋まり、もう1つは温泉となった。活発に活動している残りの間欠泉は「ピンチョージョ」の名で知られている。その他の地熱現象には硫気孔の活動や、パクジャにおけるガスの噴気活動、そしてプジェ・プジェなどで見られるすり鉢状の地形に湧いている温泉などがある。また、プジェ・プジェの温泉では泥泉も見られる。これらの地熱現象のうちのいくつかはワルカ・ワルカの火山系の一部というよりも、むしろ地域的な地質構造の特徴を反映したものである可能性がある。
熱水系はワルカ・ワルカを含むアンパト火山群の地下に存在し、温泉や間欠泉に熱水を供給している。ワルカ・ワルカの熱水系は恐らく埋没カルデラの1つに蓄積された水がワルカ・ワルカの下部のマグマによって熱せられることで活動していると考えられている。
サバンカヤのマグマ溜まりはワルカ・ワルカの地下およそ13キロメートルに存在し、このマグマ溜まりからマグマが放出され、サバンカヤに向かって上昇している。以前にワルカ・ワルカでは下記に示すようなマグマ系におけるマグマの運動と関連した地表隆起の現象がいくつか見られた。
- 1992年から1996年にかけて年間およそ2センチメートルの割合で隆起が見られ[95]、その後は1999年まで沈降が続いた[96]。この隆起は埋没カルデラの1つが存在する場所で起こった[41]。
- 2012年から2019年にかけて隆起が起こり、この隆起は圧力による断層帯の破壊とそれに伴うワルカ・ワルカの北部で起こった多くの地震を引き起こした[94]。さらに、熱流の増加によってワルカ・ワルカの噴気孔の活動が活発化した[97]。
- 2014年から2020年にかけて年間4.5センチメートルの割合で山体が隆起した[98]。

このような山体の変形はおよそ0.1立方キロメートルのマグマの移動が起きていることを示唆しているが、サバンカヤの火山活動との強い相関は見られない。また、このような隆起と沈降を伴うマグマ系の活動は火山では珍しいものではない。このマグマ系には新しい苦鉄質マグマが流入し、より浅部のマグマ系の活動とサバンカヤの噴火を促していると考えられている。
一方でサバンカヤの火山活動もワルカ・ワルカの地表に影響を与えている。ワルカ・ワルカはサバンカヤの危険区域内に含まれており、現代においても見られる噴火活動によってワルカ・ワルカに火山灰を堆積させている。サバンカヤからの火山灰の降下は頻繁に起きており、このような降灰はワルカ・ワルカの氷を溶かしてラハールを発生させ、農地や地域的に重要なマヘス＝シグアスの用水路などのインフラを脅かす可能性がある。

## 人間との関わり

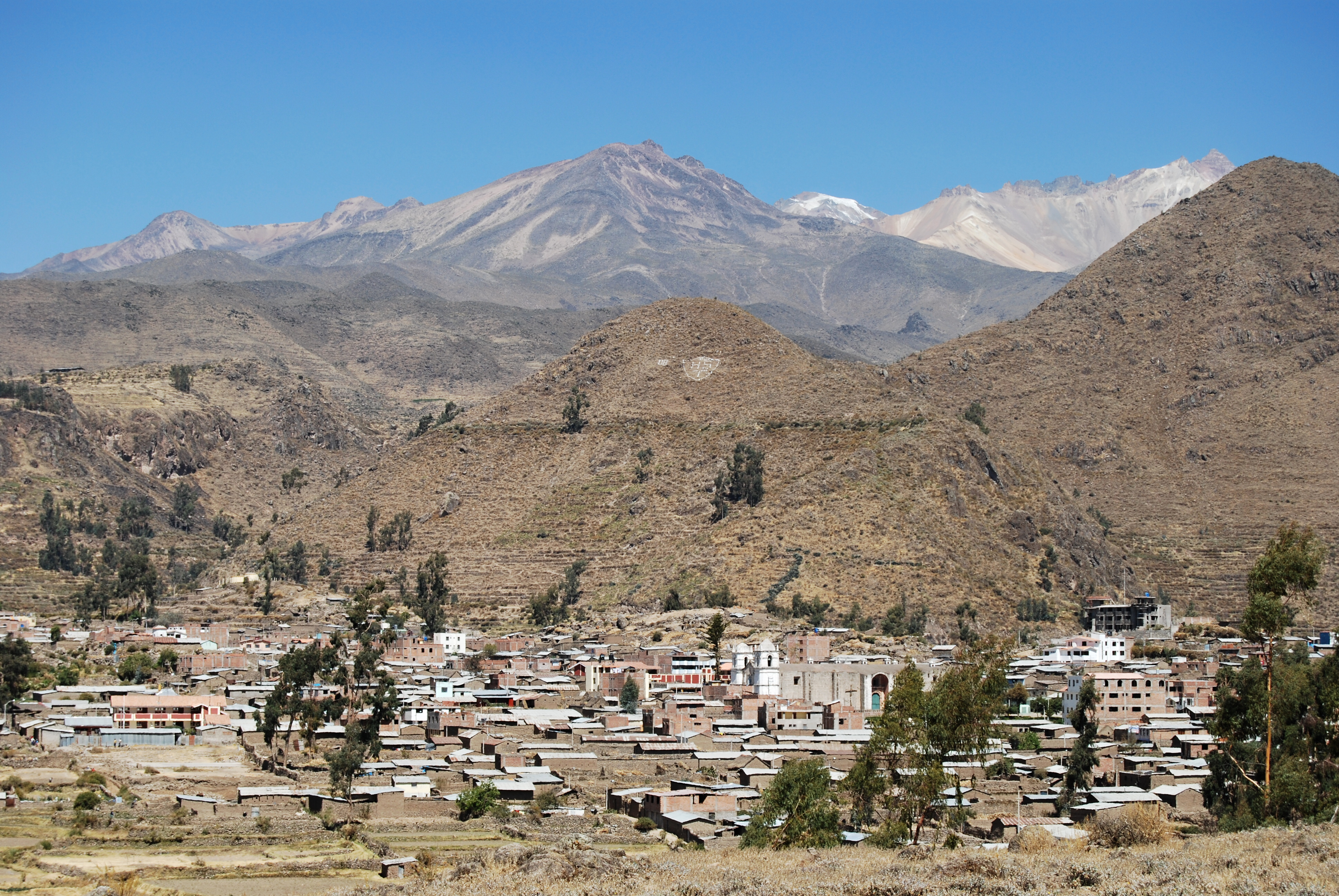
カバナコンデの町から望むワルカ・ワルカ

アイマラ語とケチュア語において「ワルカ」は「首飾り」を意味している。インカ時代のワルカ・ワルカは山の神の1つであるアプとみなされていた。サバンカヤで噴火が続いた時にはアンパトで発見されたモミア・フアニータの名で知られる少女のミイラのように、インカの支配者たちはワルカ・ワルカを含むこの地域のアプに生贄を捧げた。このような儀式が行われていた証拠は16世紀以降に見られるが、実際にはインカの支配が及ぶ以前から行われていたとみられ、ワルカ・ワルカの標高5,800メートルの地点では供物の痕跡が発見されている。この習慣はスペイン人による征服後も続き、ワルカ・ワルカはワカ（ケチュア語族の人々の間で崇拝の対象となっているモニュメントなどの物体）の1つとして記録されている。2011年10月にはピンチョージョの住民がワルカ・ワルカで（カトリックの儀式を伴う）行列を作って行進し、さまざまな供物を捧げた。
ワルカ・ワルカはカバナコンデの主神でもあり、この町に住む人々の文化的アイデンティティーにとって重要な存在である。カバナコンデの住民はワルカ・ワルカを母と呼び、そこから流れ出る水を母乳にたとえている。カバナコンデの女性は白い帽子を被っているが、これは雪化粧をした山の姿を象徴している。一方ではコジャグア族（コルカ川流域の先住民族）の人々から「醜く不釣り合いな」頭と言われ、不恰好な山の姿にたとえられることもあった。かつてこの地域から都市部へ移り住んだ人々は出発前にワルカ・ワルカを含むこの地方の山々の神に加護を祈願した。また、チバイの町では訪問者がワルカ・ワルカと向かい合うように教会が建てられている。
カバナコンデの創世神話によれば、人間はワルカ・ワルカから現れた。ペルー南部の人々はワルカ・ワルカに子供が生贄として捧げられていると信じていた。ワルカ・ワルカは女性的な存在だと考えられており、このことはカバナコンデで見られるジェンダー規範にも現れている。カバナコンデとピンチョージョの住民はワルカ・ワルカを小川や用水路を通じて自分たちの土地に流れ落ちてくる水の水源とみなしており、安定した水の供給を守ることを目的として供物を捧げている。マヘスの用水路が開通する以前のカバナコンデの住民は灌漑サイクルの始まりにワルカ・ワルカで定期的に水の儀式を行い、水の継続的な供給を確実なものにするために地域全体の行事として毎年山に向かっていた。当初はマヘスの用水路の計画に抵抗し、その供与をめぐる論争も存在したものの、最終的に町はこの用水路を利用するようになり、ワルカ・ワルカにまつわる水の儀式は（完全に失われたわけではないものの）ほとんど行われなくなった。